# Діна Шнейдерман
Діна Шнейдерман (нар. 1931, Одеса — пом. 9 серпня 2016, Уппсала) — українсько-шведська скрипалька, яка навчалася гри на скрипці у Давида Ойстраха.

## Біографія
Шнайдерман народилася в Одесі. Вийшовши заміж за болгарського професора скрипки Еміла Каміларова (1928—2007), переїхала до Болгарії. Подружжя покинуло Болгарію у 1980-х роках і переїхало до Уппсали, де вони прожили до кінця свого життя.
Шнайдерман працювала сольною скрипалькою і викладачкою музики, багато гастролювала в Європі, Америці та Східній Азії, часто разом з Емілем Каміларовим у складі дуету «Duo Deschka». Вона кілька разів виступала на Il Cannone Guarnerius, востаннє в 1996 році на концерті в Уппсалі.
Кілька відомих композиторів, у тому числі Дмитро Кабалевський, Панчо Владіґеров, Дімітар Христов, Луїджі Кортезе, Інгер Вікстрьом, Хакан Ларссон і Горст Ебенхох, створили музичні твори, написані для неї та присвячені їй.
У 2002 році Шнайдерман нагороджена золотою медаллю Ілліс кворум за її «тривалу та важливу роботу на шведській музичній сцені» ([f]ör sina mångåriga och betydelsefulla insatser inom svenskt musikliv). Мала науковий ступінь Honoris Causa в Університеті та Академії музики в Софії, Болгарія, в 1997 році.
У 2011 році Діна ініціювала Міжнародний музичний фестиваль імені професора Еміла Каміларова в Софії, Болгарія, який організовує концерти відомих музикантів, а також міжнародний конкурс молодих скрипалів. Фестиваль проходить щорічно, починається 22 жовтня і триває тиждень.
Померла 9 серпня 2016 року в Уппсалі, Швеція.